# 긴꼬리두더지
긴꼬리두더지(Scaptonyx fusicaudus)는 진무맹장목 두더지과에 속하는 포유류의 일종이다. 중국과 베트남 그리고 미얀마에서 발견된다. 긴꼬리두더지속(Scaptonyx)의 유일종이다.